# Szalapa, Zala
Szalapa  este un sat în districtul Zalaszentgrót, județul Zala, Ungaria, având o populație de 213 locuitori (2011). 

## Demografie
Componența etnică a satului Szalapa
     Maghiari (100%)
Componența confesională a satului Szalapa
     Romano-catolici (62,44%)
     Fără religie (2,82%)
     Necunoscută (34,74%)
Conform recensământului din 2011, satul Szalapa avea 213 locuitori. Din punct de vedere etnic, majoritatea locuitorilor (100,0%) erau maghiari.  Din punct de vedere confesional, majoritatea locuitorilor (62,44%) erau romano-catolici, cu o minoritate de persoane fără religie (2,82%). Pentru 34,74% din locuitori nu este cunoscută apartenența confesională.